# Djougou III
Djougou III è un arrondissement del Benin situato nella città di Djougou (dipartimento di Donga) con 20.248 abitanti (dato 2006).